# Incubation: Time Is Running Out
Incubation: Time Is Running Out — компьютерная пошаговая стратегия 1997 года. Годом позже было выпущено продолжение — Incubation: The Wilderness Missions. В России была выпущена компанией 1С в 2005 году под названием Incubation: Космодесант.

## Сюжет
В будущем человечество освоило межзвёздные перелёты и стало создавать колонии в разных солнечных системах. Сюжет разворачивается на одной из таких колоний под названием Ностальгия. Колония атакуется местной формой жизни — Скайгерами, мутировавшими под воздействием микроорганизмов, занесённых с Земли.

## Игровой процесс
Сначала игроку предлагается выбрать кампанию и бойцов отряда. У каждого бойца есть свой набор навыков, который улучшается при покупке снаряжения и оружия. У бойцов есть боеспособность (от неё зависит дальность передвижения и защита) и очки здоровья, которые развиваются с опытом. Если боец погибнет, его нельзя будет вернуть к жизни, а нанятый воин не будет иметь оружия и опыта.
После выбора воинов игроку нужно расставить их на общей карте по клеткам. Вначале доступно 3 бойца и 5 клеток. У каждого юнита есть очки действия, которые тратятся на ходьбу и стрельбу. На карте находятся различные объекты, с которыми можно взаимодействовать.

## Оценки
| Русскоязычные издания | Русскоязычные издания |
| Издание               | Оценка                |
| --------------------- | --------------------- |
| Game.EXE              | 89 %                  |
| «Игромания»           | [ 2 ] [ 3 ]           |
| «НИМ»                 | 8,4 / 10              |

| Русскоязычные издания | Русскоязычные издания |
| Издание               | Оценка                |
| --------------------- | --------------------- |
| Game.EXE              | 89 %                  |
| «Игромания»           | [ 6 ]                 |
| «НИМ»                 | 8,4 / 10              |